# Université Southwestern
L'université Southwestern (Southwestern University) est une université d'arts libéraux située à Georgetown dans le Texas, États-Unis. Fondée en 1840, Southwestern est la plus ancienne université du Texas. L'école est affiliée à Église méthodiste unie. Southwestern offre des diplômes de baccalauréat 40 dans les arts, les sciences, les arts plastiques et la musique ainsi que des programmes interdisciplinaires et pré-professionnelle.